# Brasão de armas de Samoa

Brasão de Samoa

O Brasão de Samoa foi adotado no ano de 1951. É composto por um campo de azul com uma franja de prata situada no topo. No campo de azul, cinco estrelas de cinco pontas de prata que representam a Constelação do Cruzeiro do Sul. Na franja de prata situada acima um coqueiro colocado diante de umas ondas de verde.
Na parte superior do brasão aparece colocada uma cruz latina azul com bordas de prata e de gules, rodeada por traços da mesma cor.
O brasão aparece situado sobre a projeção azimutal que aparece na bandeira e no símbolo das Nações Unidas, representada neste brasão de gules. A projeção azimutal está rodeada por dois ramos de louro traçadas esquematicamente.
Na parte inferior do brasão, escrito em uma faixa, aparece o lema nacional: “Faavae i le Atua Samoa” (“Samoa se apóia em Deus”).
- O coqueiro situado diante das ondas representa o Arquipélago de Samoa, situado no Oceano Pacífico.
- A cruz latina é o símbolo da Cristandade.
- A projeção azimutal que forma parte do símbolo das Nações Unidas recorda o período em que Samoa esteve sob o Conselhoo de Administração Fiduciaria das Nações Unidas (administrado pela Nova Zelândia), desde 1962.

Na primeira versão do brasão de Samoa em vez da cruz apareceu, em sua parte superior, uma representação do sol nascente.